# Roger Zelazny
Pour les articles homonymes, voir Zelazny.
Ne doit pas être confondu avec Samuel R. Delany.
Roger Zelazny, né le 13 mai 1937 à Euclid dans l'Ohio et mort le 14 juin 1995  à Santa Fe au Nouveau-Mexique, est un auteur américain de romans fantastiques et de science-fiction. Il a obtenu durant sa carrière six prix Hugo (pour quatorze nominations) et trois prix Nebula (pour quatorze nominations également). Il est connu en particulier pour le Cycle des Princes d'Ambre.

## Biographie
Roger Zelazny est né aux États-Unis, à Euclid, dans l'Ohio, fils unique de Joseph Frank Zelazny, immigré polonais, et de Josephine Flora Sweet, Américaine d'origine irlandaise.
Au lycée, il devient rédacteur en chef du journal de son école et participe au club d'écriture créative. En automne 1955, il entre à l'université Case Western Reserve et en sort en 1959 avec un B.A. en littérature (équivalent d'une licence en France). Il est ensuite admis à l'université Columbia à New York, où il se spécialise dans le théâtre élisabéthain et jacobien, obtenant en 1962 un M.A. (équivalent Master 1).
Entre 1962 et 1969, il travaille pour la sécurité sociale à Cleveland, dans l'Ohio, puis à Baltimore, dans le Maryland. Il passe alors ses soirées à écrire de la science-fiction. Il débute par des nouvelles, d'abord courtes puis de plus en plus longues, avant de se lancer dans l'écriture de romans en 1965. Le premier mai 1969, il démissionne pour devenir écrivain à temps plein. Pendant cette période, il est un membre très actif de la Baltimore Science Fiction Society, où il côtoie d'autres écrivains du genre, comme Jack Chalker, Joe Haldeman et son frère Jack (en).
Il est publié pour la première fois dans le fanzine Thurban, en 1953, avec la première partie de l'histoire Conditional Benefit. Sa première publication professionnelle a lieu un an plus tard, avec une nouvelle d'heroic fantasy intitulée M. Fuller's Revolt (publié en 1954 dans le périodique Literary Calvalcade). Ses débuts en tant qu'écrivain professionnel sont marqués par la publication simultanée, en 1962, de deux nouvelles, Passion Play et Horseman!, publiées respectivement dans les magazines Amazing et Fantastic. Il connait la célébrité en 1963 avec la nouvelle Une rose pour l'ecclésiaste, publiée dans The Magazine of Fantasy & Science Fiction. Cette histoire sera par la suite rééditée dans un recueil de nouvelles portant le même nom.
En 1966, il obtient le prix Hugo du meilleur roman pour Toi l'immortel, ex æquo avec Frank Herbert pour son roman Dune.
Par la suite, Zelazny devient membre de la Swordsmen and Sorcerers' Guild of America, qui regroupe des auteurs d'heroic fantasy désireux de populariser le genre, souvent décrié. Entre 1973 et 1981, Flashing Swords — une collection d'anthologies dirigée par Lin Carter — présente des écrits originaux des membres de la guilde. Dans le cas de Roger Zelazny, il s'agit de nouvelles mettant en scène le personnage de Dilvish le damné.
Zelazny meurt en 1995, à l'âge de 58 ans, d'une insuffisance rénale faisant suite à un cancer du côlon. Il vit alors en colocation avec l'auteur Jane Lindskold, avec qui il entretient une forte amitié. Peu avant son décès, il lui demande de terminer deux de ses romans inachevés : Donnerjack, qu'elle fait publier en 1997, et Lord Demon, qui est édité en 1999.

## Analyse de l'œuvre
Son œuvre est fortement teintée d'influences mythologiques, d'origine nordique, celtique, égyptienne, hindoue et chinoise.

### Thèmes abordés
L’immortalité
L'immortalité sous toutes ses formes joue un rôle important dans son œuvre. Ainsi, dans son premier roman publié, Toi l'immortel, le héros est un être presque mythique (peut-être est-ce la réincarnation du dieu Pan ?) qui ne peut pas vieillir. De tels immortels apparaissent dans d'autres romans, depuis Repères sur la route (en) jusqu'au Cycle des Princes d'Ambre. Mais même les dieux et les héros peuvent mourir, voire sont condamnés à mourir encore, comme dans Un pont de cendres. Et dans L'Île des morts, son ouvrage le plus ambitieux, les dieux eux-mêmes s'affrontent.
Parfois, les hommes acquièrent une certaine forme d'immortalité grâce à la technique. C'est le cas dans Seigneur de lumière ou dans Aujourd'hui nous changeons de visage (en). Mais dans la nouvelle Ange noir, ange noir, au contraire, la technique change les hommes jusqu'à ce qu'ils deviennent la Mort elle-même.
Au-delà de l'immortalité, c'est bien la mort elle-même qui est le sujet. Dans le Sérum de la déesse bleue, Zelazny admet l'équilibre indispensable entre la vie et la mort, et dans Le Maître des ombres le héros contribue à rétablir la mort. Mais Zelazny refuse toujours la mort de l'être aimé, que ce soit dans ses premiers romans (Le Maître des rêves) ou dans ses derniers (Donnerjack (en), terminé après la mort de Zelazny par sa compagne Jane Lindskold).
Le pouvoir
Nombre des personnages inventés par Zelazny sont des démiurges, des êtres dotés de pouvoirs, ce qui paradoxalement ne les rend ni vraiment plus forts, ni inhumains. Des Princes d'Ambre à L'Île des morts, des Clés de décembre à Toi l'immortel, ses héros sont des dieux pour ceux qui les entourent mais rarement pour eux-mêmes.
Le manichéisme
C'est là encore un thème central, qui revient associé à diverses métaphores, ainsi la licorne et le serpent sont dans le cycle des princes d'Ambre associés respectivement à l'Ordre, à la Marelle, à la permanence, et au Désordre, au Logrus et à l'éphémère. De même, dans Le Maître des ombres, la planète est divisée en Face Nocturne et Face Diurne, rappelant là aussi l'influence celtique où les fées (sidhes ou Sidh), sont divisées en deux cours, la cour visible, régnant sur le jour, le printemps et l'été et la cour invisible, régnant sur la nuit, l'automne et l'hiver. Pratiquement tous ses héros s'opposent d'une manière ou d'une autre à une vision si binaire du monde.
L'être humain
Ce thème est essentiellement développé en creux. La majorité des héros de Zelazny ne sont pas des humains normaux. Beaucoup d'entre eux sont dotés de pouvoirs particuliers et/ou immortels. Certains ont une nature partiellement inhumaine. Et certains sont totalement non-humains : Zelazny utilise les points de vue d'entités diverses : extra-terrestres, dieux, super-ordinateurs et même un chien.

## Œuvres

### Cycle des Princes d'Ambre
Les cinq premiers romans narrent les aventures du prince Corwin d'Ambre :
1. Les Neuf Princes d'Ambre, Denoël, coll. Présence du futur no 190, 1975 ((en) Nine Princes in Amber, 1970)Réédition au no 461 puis aux éditions Gallimard, coll. « Folio SF » no 19 en 2000
2. Les Fusils d'Avalon, Denoël, coll. Présence du futur no 196, 1976 ((en) The Guns of Avalon, 1972)Réédition au no 462 puis aux éditions Gallimard, coll. « Folio SF » no 20, 2000
3. Le Signe de la Licorne, Denoël, coll. Présence du futur no 251, 1978 ((en) Sign of the Unicorn, 1975)Réédition au no 463 puis aux éditions Gallimard, coll. « Folio SF » no 38 en 2000
4. La Main d'Obéron, Denoël, coll. Présence du futur no 262, 1979 ((en) The Hand of Oberon, 1976)Réédition au no 464 puis aux éditions Gallimard, coll. « Folio SF » no 46 en 2001
5. Les Cours du Chaos, Denoël, coll. Présence du futur no 291, 1980 ((en) The Courts of Chaos, 1978)Réédition au no 465 puis aux éditions Gallimard, coll. « Folio SF » no 56 en 2001

La seconde partie de la série raconte les histoires de Merlin (Merle), fils de Corwin, sorcier et expert informaticien :
1. Les Atouts de la vengeance, Denoël, coll. Présence du futur no 422, 1986 ((en) Trumps of Doom, 1985)Réédition au no 466 puis aux éditions Gallimard, coll. « Folio SF » no 61 en 2001 - Prix Locus du meilleur roman de fantasy 1986
2. Le Sang d'Ambre, Denoël, coll. Présence du futur no 467, 1988 ((en) Blood of Amber, 1986)Réédition aux éditions Gallimard, coll. « Folio SF » no 65 en 2001
3. Le Signe du Chaos, Denoël, coll. Présence du futur no 468, 1989 ((en) Sign of Chaos, 1987)Réédition aux éditions Gallimard, coll. « Folio SF » no 74 en 2001
4. Chevalier des Ombres, Denoël, coll. Présence du futur no 469, 1991 ((en) Knight of Shadows, 1989)Réédition aux éditions Gallimard, coll. « Folio SF » no 78 en 2001
5. Prince du Chaos, Denoël, coll. Présence du futur no 470, 1993 ((en) Prince of Chaos, 1991)Réédition aux éditions Gallimard, coll. « Folio SF » no 82 en 2001

Zelazny a également écrit de nombreuses nouvelles se déroulant dans le multivers d'Ambre :
- (en) Prologue to Trumps of Doom, 1993
- (en) The Salesman's Tale, 1994
- (en) The Shroudling and The Guisel, 1994
- (en) Coming to a Cord, 1995
- (en) Blue Horse, Dancing Mountains, 1995
- (en) Hall of Mirrors, 1996

À l'exception de la première nouvelle, ces dernières forment une suite se déroulant après le dernier roman de la série.

### Cycle de Francis Sandow
Romans :
1. L'Île des morts, J'ai lu no 509, 1973 ((en) Isle of the Dead, 1969)
2. Le Sérum de la déesse bleue, Denoël, coll. Présence du futur no 205, 1976 ((en) To Die in Italbar, 1973)Réédition aux éditions J'ai lu no 6118 en 2002

Nouvelle :
- Lumière lugubre ((en) Dismal Light, 1968)Publié dans Galaxie no 95 en avril 1972

### SérieL'Enfant de nulle part
1. L'Enfant tombé de nulle part, Presses Pocket, coll. Science-fiction no 5244, 1986 ((en) Changeling, 1980)
2. Franc-sorcier, Presses Pocket, coll. Science-fiction no 5258, 1987 ((en) Madwand, 1981)

Cette saga a aussi été publiée en un seul volume :
- L'Enfant de nulle part, Gallimard, coll. « Folio SF » no 212, 2005 ((en) Wizard World, 1985)

### SérieLe Concours du millénaire
1. Apportez-moi la tête du prince charmant, J'ai lu no 3504, 1993 ((en) Bring Me the Head of the Prince Charming, 1991)Écrit avec Robert Sheckley.
2. À Faust, Faust et demi, J'ai lu no 3783, 1994 ((en) If at Faust You Don't Succeed, 1993)Écrit avec Robert Sheckley.
3. Le Démon de la farce, J'ai lu no 4614, 1997 ((en) A Farce to Be Reckoned With, 1995)Écrit avec Robert Sheckley.

Cette saga a aussi été publiée en un seul volume :
- (en) Le Concours du millénaire, Gallimard, coll. « Folio SF » no 286, 2007

### SérieWild Cards
1. Wild Cards, J'ai lu, coll. Nouveaux Millénaires, 2014 ((en) Wild Cards, 1987)Anthologie de nouvelles écrites avec Edward Bryant, Michael Cassutt, Leanne C. Harper, Stephen Leigh, David D. Levine, George R. R. Martin, Victor Milán, John J. Miller, Lewis Shiner, Melinda Snodgrass, Carrie Vaughn, Howard Waldrop et Walter Jon Williams
2. Aces High, J'ai lu, coll. Nouveaux Millénaires, 2015 ((en) Aces High, 1987)Anthologie de nouvelles écrites avec Pat Cadigan, George R. R. Martin, Victor Milán, John J. Miller, Lewis Shiner, Walton Simons (en), Melinda Snodgrass et Walter Jon Williams
3. Down and Dirty, J'ai lu, coll. Nouveaux Millénaires, 2016 ((en) Down and Dirty, 1988)Anthologie de nouvelles écrites avec Edward Bryant, Pat Cadigan, Arthur Byron Cover, Leanne C. Harper, Stephen Leigh, George R. R. Martin, John J. Miller, Melinda Snodgrass et Walter Jon Williams
4. (en) Card Sharks, 1993Anthologie de nouvelles écrites avec Michael Cassutt, Stephen Leigh, Victor Milán, Laura J. Mixon, Kevin Andrew Murphy (en), Melinda Snodgrass et William F. Wu

### Romans indépendants
- Toi l'immortel, Denoël, coll. Présence du futur no 167, 1976 ((en) …And Call Me Conrad, 1965)Paru également paru sous le titre This Immortal - Prix Hugo du meilleur roman 1966 - Réédition aux éditions Gallimard, coll. « Folio SF » no 195 en 2004
- Le Maître des rêves, Presses Pocket, coll. Science-fiction no 5120, 1981 ((en) The Dream Master, 1966)Extension du roman court Le Façonneur (titre original : He Who Shapes) paru en 1965 - Réédition aux éditions Gallimard, coll. « Folio SF » no 243 en 2006
- Seigneur de lumière, Denoël, coll. Présence du futur no 181, 1975 ((en) Lord of Light, 1967)Prix Hugo du meilleur roman 1968 - Réédition aux éditions Gallimard, coll. « Folio SF » no 430 en 2012
- Les Culbuteurs de l'enfer, Champ Libre, coll. Chute libre, 1974 ((en) Damnation Alley, 1969)Réédité sous le titre Route 666 aux éditions Denoël, coll. Présence du futur no 666 en 2000
- Royaumes d'ombre et de lumière, Denoël, coll. Présence du futur no 142, 1972 ((en) Creatures of Light and Darkness, 1969)
- Le Maître des ombres, Presses Pocket, coll. Science-fiction no 5022, 1978 ((en) Jack of the Shadows, 1971)Réédition aux éditions Gallimard, coll. « Folio SF » no 127 en 2003
- Aujourd'hui nous changeons de visage, Denoël, coll. Présence du futur no 226, 1977 ((en) Today we Choose Faces, 1973)
- Deus Irae, Denoël, coll. Présence du futur no 238, 1977 ((en) Deus Irae, 1976)Écrit avec Philip K. Dick. Réédition aux éditions Gallimard, coll. « Folio SF » no 39 en 2000
- La Pierre des étoiles, Denoël, coll. Présence du futur no 243, 1977 ((en) Doorways in the Sand, 1976)
- Un pont de cendres, Presses Pocket, coll. Science-fiction no 5099, 1981 ((en) Bridge of Ashes, 1976)
- Repères sur la route, Denoël, coll. Présence du futur no 324, 1981 ((en) Roadmarks, 1979)
- Terre mouvante, Presses Pocket, coll. Science-fiction no 5226, 1986 ((en) The Changing Land, 1981)Suite de Dilvish, the Damned - Réédition in volume Dilvish le damné aux éditions Denoël, coll. Lunes d'encre en 2011
- L'Œil de chat, Denoël, coll. Présence du futur no 358, 1983 ((en) Eye of Cat, 1982)
- Engrenages, Gallimard, coll. « Folio SF » no 102, 2002 ((en) Coils, 1982)Écrit avec Fred Saberhagen.
- Vingt-quatre vues du Mont Fuji, par Hokusai, Le Bélial', coll. « Une heure-lumière » no 10, 2017 ((en) 24 Views of Mt. Fuji, by Hokusai, 1985)Prix Hugo du meilleur roman court 1986
- Le Masque de Loki, J'ai lu no 3274, 1992 ((en) The Mask of Loki, 1990)Écrit avec Thomas T. Thomas (en).
- Le Trône noir, J'ai lu no 3456, 1993 ((en) The Black Throne, 1990)Écrit avec Fred Saberhagen.
- (en) Flare, 1992Écrit avec Thomas T. Thomas (en).
- Le Songe d'une nuit d'octobre, J'ai lu no 4006, 1995 ((en) A Night in the Lonesome October, 1993)
- (en) Wilderness, 1994Écrit avec Gerald Hausman (en).
- (en) Donnerjack, 1997Écrit avec Jane Lindskold.
- Le Troqueur d'âmes, J'ai lu no 5978, 2002 ((en) Psychoshop, 1998)Écrit avec Alfred Bester.
- Lord Démon, Gallimard, coll. « Folio SF » no 155, 2003 ((en) Lord Demon, 1999)Écrit avec Jane Lindskold.

### Recueils
- Une rose pour l'ecclésiaste, J'ai lu no 1126, 1980 ((en) Four for Tomorroow's: A rose for Ecclesiastis, 1967)
- (en) The Doors of His Face, The Lamp Of His Mouth, and Other Stories, 1971
- L'Homme qui n'existait pas, Presses Pocket, coll. Science-fiction no 5036, 1978 ((en) My Name is Legion, 1976)
- (en) The Illustrated Roger Zelazny, 1979
- (en) The Last Defender of Camelot, 1980
- (en) Dilvish, the Damned, 1982Précède Terre mouvante - Réédition in volume Dilvish le damné aux éditions Denoël, coll. Lunes d'encre en 2011
- (en) Le Livre d'or de la science-fiction : Roger Zelazny, Presses Pocket, coll. Science-fiction no 5217, 1985
- (en) Unicorn Variations, 1983Prix Locus du meilleur recueil de nouvelles 1984
- (en) Frost & Fire, 1989
- (en) Manna from Heaven, 2004

### Nouvelles
- Le Mystère de la passion / Passion Play (1962)
- Nuit sans lune à Byzance dans La Frontière avenir (Seghers, Constellations, anthologie de la SF américaine)  /  Moonless in Byzantium (1962)
- Horseman! (1962)
- Une rose pour l'Ecclésiaste dans Fiction (no 151 - juin 1966) / A Rose for Ecclesiastes (1963)
- En exposition / A Museum Piece (1963)
- Le Cadeau des Borgia / The Borgia Hand (1963)
- La Véritable Histoire d'Ulysse et de la fée Circée / Circe has her Problems (1963)
- La Sangsue mécanique / The Stainless Steel Leech (1963)
- Évasions / The Misfit (1963)
- L'Anneau du Roi Salomon / King's Solomon's Ring (1963)
- Une effroyable et merveilleuse beauté / A Thing of Terrible Beauty (1963)
- Les Grands Rois lents dans Galaxie (no 98 - juillet 1972) / The Great Slow Kings (1963)
- Le Cercueil de glace dans Histoires paradoxales également paru sous le titre Le cœur funéraire dans Une rose pour l'ecclésiaste (1967) / The Graveyard Heart (1964)
- Le Monstre et la Pucelle / The Monster and the Maiden (1964)
- La Fièvre du collectionneur / Collector's Fever (1964)
- Lucifer dans Kalvan d'outre-temps (OPTA, Galaxie-bis no 24) / Lucifer (1964)
- La Rédemption de Faust dans Fiction (no 232 - avril 1973) / The Salvation of Faust (1964)
- The Night Has 999 Eyes (1964)
- Les Furies / The Furies (1965)
- Les Portes de son visage, les lampes de sa bouche dans Fiction (no 162 - mai 1967), paru également sous le titre Son ombre dans les eaux profondes dans Histoires de créatures / The doors of his face, the lamps of his mouth (1965), prix Nebula de la meilleure nouvelle longue 1965
- La Route de Dilfar / Passage to Dilfar (1965)
- Thélinde chantait / Thellinde's Song (1965)
- Le Façonneur dans Histoires de mirages / He Who Shapes (1965), prix Nebula du meilleur roman court 1965
- Les Autos sauvages dans Galaxie (no 33 - janvier 1965) et Histoires de machines / Devil car (1965)
- Le Temple et le Yan dans Fiction (no 235 - juillet 1973) / Of Time and the Yan (1965)
- Le Voyage infernal dans Fiction (no 227 & 228 - novembre & décembre 1972) / … And Call Me Conrad (1965)
- But not the Herald (1965)
- Que vienne le pouvoir / Come Now the Power (1966)
- Clefs pour décembre dans Le Livre d'or de Roger Zelazny (Pocket) / The Keys to December (1966)
- Le temps d'un souffle, je m'attarde / For a Breath, I Tarry (1966)
- L'amour est un nombre imaginaire / Love is an imaginary number (1966)
- Les Cloches de Shoredan dans La citadelle écarlate (Pocket) / The Bells of Shoredan (1966)
- En cet instant de la tempête dans Fiction (no 157 - décembre 1966) / This Moment of the Storm (1966)
- Divine Madness (1966)
- L’Homme qui aima une Faïoli dans Galaxie (no 90 - novembre 1971) et dans Histoires d'envahisseurs / The Man Who Loved the Faioli  (1967)
- Cette montagne mortelle dans Galaxie (no 43 - novembre 1967) / This Mortal Mountain (1967)
- Nouvelle Aurore dans Fiction (no 169 - décembre 1967) / Dawn 1967
- La Mort et son exécuteur dans Fiction (no 171 - février 1968) / Death and the Executioner (1967)
- Ange noir, ange noir dans Galaxie (no 62 - juillet 1969) / Angel, Dark Angel (1967)
- Mérytha dans Nyarlathotep (no 6 - mai 1972) / A Knight for Merytha (1967)
- L'Odyssée de Lucifer dans Galaxie (no 53 - octobre 1968) / Damnation Alley (1967)
- Dernière Étape dans L'aube enclavée (no 5 - 1972) ;  paru également sous le titre Les Rois Mages dans Galaxie (no 117 - février 1974) / The Last Inn on the Road (1967)
- Auto-da-fé dans Dangereuses Visions (anthologie composée par Harlan Ellison, J'ai lu 627 & 628) / Auto-da-Fé (1967)
- A Hand Accross the Galaxy (1967)
- Corrida / Corrida (1968)
- Lumière lugubre dans Galaxie (no 95 - avril 1972) / Dismal Light (1968) (cycle de Francis Sandow)
- Le Chant du babouin bleu dans Galaxie (no 59 - avril 1969) / Song of Blue Baboon (1968)
- …Qui dérangera mes os dans Galaxie (no 68 - janvier 1970) / He that Moves (1968)
- Créatures de lumière  dans Galaxie (no 67 - décembre 1968) / Creatures of Light (1968)
- La Veille de Rumoko / The Eve of Rumoko (1968)
- Le Général d'acier dans Galaxie (no 73 - juin 1970) / The Steel General (1969)
- Créatures des ténèbres dans Galaxie (no 78 - novembre 1970) / Creatures of Darkness (1969)
- Viens à moi, non dans la blancheur de l'hiver  dans La chanson du zombie (Les Humanoïdes Associés) / Come to me not in the winter's white (1969), en collaboration avec Harlan Ellison
- L'Année du bon grain dans Galaxie (no 110 - juillet 1973) / The Year pf the Good Seed (1969)
- La Cité divisée dans Dilvish le damné (Denoël, Lunes d'encre) / A City Divided (1970)
- My Lady of the Diodes (1970)
- 'Kjwalll'kje'k'koothailll'kje'k / Kjwalll'kje'k'koothailll'kje'k (1973)
- Une plage au bout du chemin / The Engine at Heatspring's Center (1974)
- Le Retour du bourreau / Home is the Hangman (1975), prix Hugo du meilleur roman court 1976, prix Nebula du meilleur roman court 1975
- Le Jeu de cendre et sang / The Game of Blood and Dust (1975)
- The Force that through the Circuit drives the Current (1976)
- L'Assassinat politique considéré comme une attraction foraine / No Award (1977)
- Is there a Demon Lover in the House? (1977)
- Shadowjack (1978)
- Ne bronche pas, Rubis dans Territoires du tendre (Denoël, Présence du futur) / Stand pat, Rubt Stone (1978)
- La Carte de souffrance dans Dilvish le damné (Denoël, Lunes d'encre) / The Places of Aache (1979)
- La Bête des neiges dans Dilvish le damné (Denoël, Lunes d'encre)/ The White Beast (1979)
- Le Démon et la Danseuse dans Dilvish le damné (Denoël, Lunes d'encre)/ Devil and the Dancer (1979)
- Le Jardin de sang dans Dilvish le damné (Denoël, Lunes d'encre) / Garden of Blood (1979)
- Les Amours de vacances / Halfjack (1979)
- Le Dernier Rempart de Camelot /The Last Defense of Camelot (1979)
- A Very Good Year (1979)
- Go Starless in the Night (1979)
- Exeunt Omnes (1980)
- Fire And/Or Ice (1980)
- The George Business (1980)
- Les licornes sont contagieuses dans Univers 1983 (J'ai lu) / Unicorn Variation (1981), prix Hugo de la meilleure nouvelle longue 1982
- La Tour de glace dans Dilvish le damné / Tower of Ice (1981)
- Walpurgisnacht (1981)
- The Last of the Wild Ones (1981)
- Recital (1981)
- The Naked Matador (1981)
- And I Only Am Escaped to Tell Thee (1981)
- The Horses of Lir (1981)
- Dilvish le damné dans Dilvish le damné (Denoël, Lunes d'encre) / Dilvish, the Damned (1982)
- LOKI 7281 (1984)
- Permafrost dans Bifrost (no 55 - juillet 2009)  / Permafrost (1986), prix Hugo de la meilleure nouvelle longue 1987
- Le Dormeur dans Wild Cards (J'ai lu, Nouveaux Millénaires, 2014) / The Sleeper (1987)
- Et tu retourneras à la poussière dans Aces High (J'ai lu, Nouveaux Millénaires, 2015) / Ashes to Ashes (1987)
- Concerto pour sirène et sérotonine dans Down and Dirty (J'ai lu, Nouveaux Millénaires, 2016) / Concerto for Siren and Serotonin (1988)
- Donner-le-Cryo et la coupe Filstone dans Univers 1990 (J'ai lu) / Deadboy Donner and the Filstone Cup (1988)
- Prince of the Powers of the World (1993)
- Godson (1994)
- Les Trois Régressions de Jeremy Baker dans Bifrost (no 10 - octobre 1998) / The Three Descents of Jeremy Baker (1995)